# Too Cool
Too Cool fue un stable de lucha libre profesional famoso por su trabajo en la World Wrestling Federation entre 1998 y 2001 y por un corto período en 2004.

## Historia

### World Wrestling Federation/Entertainment (1998-2001/2004)

#### 1998-2000
El dúo de "Too Sexy" Brian Christopher y Scott "Too Hot" Taylor fue un equipo conocido como Too Much, cuyo gimmick era el de dos dandis con interacciones homoeróticas. Luego de que Christoper cambiase de nombre a Grandmaster Sexay y Taylor a Scotty Too Hotty, el equipo fue llamado Too Cool, adoptando personajes hip hop. Debutó el 13 de junio de 1999 en un episodio de Sunday Night HEAT. Rikishi Phatu se unió al equipo más tarde. Tras esto, tomando gimmicks de raperos, Too Cool empezó a bailar cada vez que salía al ring. Los miembros se empezarían a poner unas gafas de sol amarillas de plástico mientras bailaban, algo que los fanes lo acogieron. 
Uno de sus momentos más famosos fue en la Royal Rumble del 2000, cuando salieron los tres a la vez al ring y empezaron a bailar. Mientras bailaban, Rikishi les golpeó y les eliminó tras tirarles por encima de la tercera cuerda. Tras esto, Christopher se lesionó y mientras se recuperaba, Scotty ganó el Campeonato peso Ligero de la WWF. Tras recuperarse, Scotty y Christopher derrotaron a Edge and Christian, ganando el Campeonato por parejas de la WWF en un episodio de RAW is WAR el 29 de mayo de 2000, y Rikishi derrotó a Chris Benoit, ganando el Campeonato Intercontinental de la WWF el 20 de junio.
Rikishi dejó el grupo después de que se volviera heel en el 2000 al descubrirse que fue el que atropelló a Stone Cold Steve Austin en Survivor Series 1999

#### 2001
El grupo dejó de existir en 2001 cuando Scotty se lesionó y Christopher fue despedido por posesión ilegal de drogas mientras cruzaban la frontera entre Canadá y Estados Unidos.

#### 2004
Rikishi se volvió face y se volvió a unir a Scotty 2 Hotty, en la edición de SmackDown! del 3 de febrero derrotaron a los entonces campeones, The Basham Brothers, consiguiendo así los Campeonatos en Parejas de la WWE, luego de aproximadamente 2 meses, perdieron los campeonatos, en la edición de SmackDown! del 20 de abril, donde fueron derrotaros por Charlie Haas y Rico, poco después de perder los campeonatos, Rikishi fue separado de la WWE, por lo que Too Cool fue nuevamente disuelta.

### United Wrestling Federation (2007-2009)
Después de que Scotty 2 Hotty fuera despedido de la WWE, volvió a formar el equipo con Brian Lawler, apareciendo en varios circuitos independientes, siendo el más notable la UWF.

#### 2009
Grand Master Sexay y Rikishi derrotaron a Orlando Jordan y al luego fallecido hermano de Rikishi, Umaga.

#### 2014
Luego de 5 años de su último combate, Vuelven en el Especial de RAW Old School, venciendo a 3MB. también tuvieron una participación especial en NXT arRival, se enfrentaron a The Ascension por el NXT Tag Team Championship, perdiendo el combate.
En la actualidad es entrenador de WWE NXT.

## En lucha
- Movimientos finales
  - Combinación de bearhug de Scotty y Hip Hop Drop (Diving leg drop) de Sexay[5]
  - Aided sitout powerbomb[5]

- Movimientos de firma
  - Too Cool Elbow[6] (Double elbow drop, a veces uniendo las manos)
  - Combinación de beahug de Scotty y running clothesline de Sexay[7]
  - Double flapjack después de un double Irish whip contra las cuerdas[8]
  - Double dropkick
  - Double vertical suplex[7]
  - Double belly to back suplex[8]
  - Double back elbow[9]
  - Double DDT
  - Missile dropkick de Sexay a un oponente sujeto por Scotty[5]
  - Aided leg drop[10]

## Campeonatos y logros
- World Wrestling Federation / Entertainment
  - WWE Intercontinental Championship (1 vez) - Rikishi[4]
  - WWF World Tag Team Championship (1 vez) - Sexay & Hotty[3]
  - WWE Tag Team Championship (1 vez) - Hotty & Rikishi[11]
  - WWF Light Heavyweight Championship (1 vez)- Scotty 2 Hotty[12]